# Kotakusuma
Kotakusuma is een bestuurslaag in het regentschap Gresik van de provincie Oost-Java, Indonesië. Kotakusuma telt 2223 inwoners (volkstelling 2010).